# Кара-Баглы (разъезд)
Кара-Баглы — разъезд и остановочный пункт, бывшая железнодорожная станция Карабаглы Махачкалинского региона Северо-Кавказской железной дороги на линии Астрахань — Кизляр. Расположен в посёлке Привольный в Тарумовском районе Дагестана.
Посадка и высадка пассажиров на (из) поезда пригородного и местного сообщения. Прием и выдача багажа не производятся.
С разъезда начинается однопутный участок Кара-Баглы – Разъезд 17-й км

## История
В 1942 году открыта линия Астрахань — Кизляр, предназначенная для переброски грузов из Закавказья, в первую очередь нефти из Баку, в центральную часть Советского Союза и войск на Кавказ. 
На месте станции вырос одноимённый посёлок железнодорожников Карабаглы, вошедший в посёлок Привольный после 2002 года.
В 2007 году неуправляемый поезд на станции Кара-Баглы взрезал стрелочный перевод и шел по непредназначенному для него пути еще 4 км.